# 大道筋
大道筋（だいどうすじ）
- 大通りの道筋。街道の通り筋[1]。
- 大阪府堺市の道路。以下で述べる。
- 慶安2年（1649年）江戸幕府に提出された、南部藩の奥州之内南部領海陸道規帳の表題[2]。

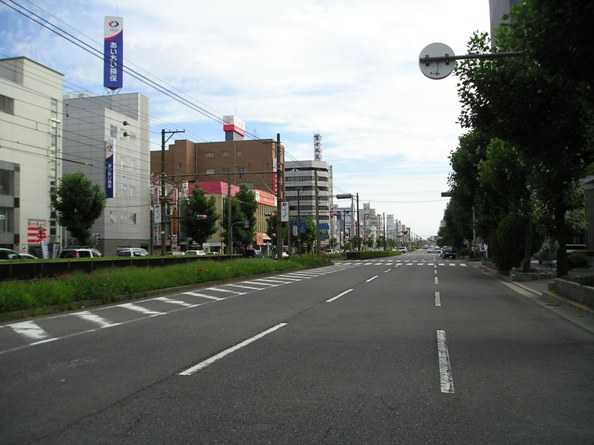
大道筋
（甲斐町西1丁付近）

大道筋（だいどうすじ）は、大阪府堺市堺区の中心市街地を南北に縦断する道路。

## 概要
北は大和橋から南は南之橋（現・少林寺橋。御陵前交差点）まで、旧来の堺市街地のほぼ中央を南北に貫く道路で、紀州街道の一部区間にあたる。
現行の道路名では、綾之町交差点以北が堺市道並松綾之西1号線、綾之町交差点 - 宿院交差点間が堺市道大道筋、宿院交差点以南が大阪府道197号深井畑山宿院線の一部区間となっている。
綾之町交差点以南の約2.5kmの区間は、幅員約50m、片側3車線、道路中央を路面電車（阪堺線）が走る大通りとなっている。

## 歴史

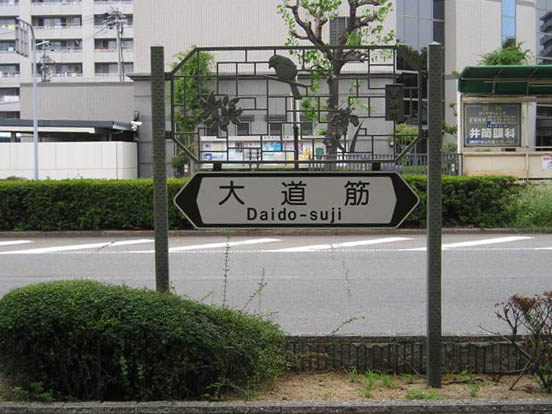
案内標識
（市之町東1丁付近）

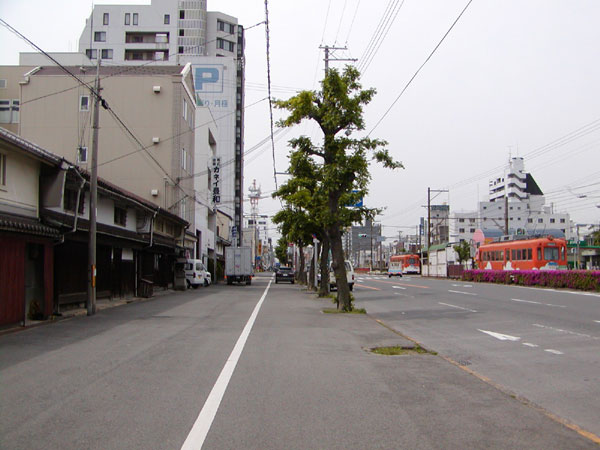
大道筋の東側に残る町屋
（九間町東1丁付近）

大坂の陣で灰燼に帰した後に実施された元和の町割によって、住吉・大坂に通じる道路かつ堺市街地における南北方向（縦筋）の基幹道路として整備され、東西方向（横筋）の基幹道路である「大小路」に対して「大道」と呼ばれたことに由来する。当時の道幅は4.5間で、土居川と呼ばれる環濠を渡る南北端にはそれぞれ「南之橋」「北之橋」が架けられ、高札場が設置されていた。大阪湾の海岸線に合わせる必要もあって、町割の当初から綾之町と錦之町の境界（現・綾之町交差点）で南から南西方向へ屈折している。元禄年間には紀州街道の一部区間となり、文政年間には環濠外となる大和橋 - 北之橋間も並松町として堺市街地に組み込まれた。
1872年（明治5年）には環濠内の市街地の町名が大道筋沿いの町名に統合され、東西ともに大道筋と同じ表筋沿いの両側町として「○○町東1丁」「○○町西1丁」といった具合に、大道筋に近いほうから1丁・2丁・・・となった。なお、大道筋沿いは以前と同じ町名・町域で、東西の別も丁界もなかった。
1945年（昭和20年）の堺大空襲で焼け野原となった後、戦災復興事業によって縦筋・横筋ともに防災に主眼を置いた幅員50mの大通りが計画され、縦筋では従来からの基幹道路である大道筋を拡幅することになった。その際、空襲による焼失を免れた綾之町以北は用地買収が困難で、拡幅区間は綾之町交差点以南に留まった。
また、環濠内は南北に細長い短冊形の街区であるため、大道筋と隣の筋を合わせる、すなわち2本の道路とその間の街区を束ねて1本の道路にする方法が取られることになった。その際、大道筋の東側は宿屋町以北において空襲による焼失を免れていたため、全焼状態にあった西側の街区を用地買収し、大道筋と西隣の西六間筋を合わせる形で拡幅された。大道筋（4.5間）、大道筋 - 西六間筋間の街区（21間）、西六間筋（2間）を合わせて27.5間、約50m幅の大通りが誕生し、1957年（昭和32年）に阪堺線の大通り中央への移設が完了して、ほぼ現在の姿となった。
以降、大道筋という名称は綾之町交差点以南の大通り区間を指すことが多いが、同交差点以北の旧来の4.5間幅区間（堺市道並松綾之西1号線）も大道筋であることに変わりはない。また、同交差点では、拡幅された大道筋が旧来の大道筋と西六間筋の2本の道路を使用していることがよく見て取れる。
1959年（昭和34年）には錦之町以南において、1969年（昭和44年）には綾之町以北において、それまでの両側町の丁界から道路を境界とする丁界に変更され、江戸時代から続いた大道筋沿いの町も大道筋を境に東西に分かれるようになった。
1989年（平成元年）に市制100周年記念事業の一環として、綾之町交差点以南の大通り区間に大道筋の道路愛称が堺市から与えられた。

## 交差する主な道路
- 大阪府道187号大堀堺線（綾之町交差点）
- 大阪府道12号堺大和高田線
- 大小路筋（堺市道大小路線）（大小路（堺警察署前）交差点）
- フェニックス通り（国道26号・大阪府道2号大阪中央環状線）（宿院交差点）
- 御陵通り（堺市道出島海岸通西湊1号線）（御陵前交差点） - 御陵前交差点以東は大阪府道197号深井畑山宿院線が御陵通りとなる。

## 周辺の名所
- 西本願寺堺別院
- 小西行長屋敷跡碑
- 妙国寺
- ザビエル公園
- 菅原神社（毎年6月中旬ごろ蛍の一般公開がされている）
- 開口神社
- 与謝野晶子生家跡碑（生家の駿河屋は大道筋 - 西六間筋間の街区にあった）
- 宿院頓宮
- 千利休屋敷跡
- 南宗寺
- 少林寺